# Petrus Darin
Petrus Darin, född 1715, död 1772, var en svensk präst och kyrkoherde i Hammarlövs församling. 

## Biografi
Petrus Darin var son till prästen Magnus Darin, kyrkoherde i Norra Vrams församling.        
Under sin tid vid Lunds Universitet, där Darin studerade till präst ryktades det att han var far till ett oäkta barn i Norra Vram. Ryktet ledde till att han 1733 blev utsatt för ett överfall av Kornetten S.A Stobée. Överfallet kom att användas som ett kuriöst exempel på adligt översittande i Skåne vid tiden.
Darin är känd för att ha skapat en god sockenrelation i Skåne, vilket ledde till att  Hammarslöv blev huvudsocken för Gylle, Kyrkoköpinge och Västra Vemmerslöv. Beslutet om detta blev översänt till ärkebiskopen Jacob Benezelius. Han var gift med Christina Catharina Aulin. Makarna fick  fyra barn; Maria, Anna Catharina, Magnus, och Maria. Hans dotter Catharina gifte sig med prästen Per Gullander, far till hovpredikaten Anders Petter Gullander.      